# Movimento para a independência do Tibete

A bandeira do Tibete é considerada como um símbolo de um Tibete livre.

O movimento de independência do Tibete é um movimento que visa à independência do Tibete e a separação política do Tibete em relação à República Popular da China. O movimento é liderado principalmente pelos tibetanos no exílio em países como a Índia e os Estados Unidos, e por celebridades e budistas tibetanos nos Estados Unidos, Índia e Europa. O movimento não é mais apoiado pelo 14.º Dalai Lama, que apesar de tê-lo defendido de 1961 até o final dos anos 1970, propondo uma espécie de autonomia de alto nível em um discurso em Estrasburgo em 1988, e desde então restringiu sua posição a qualquer autonomia para o povo tibetano na Região Autônoma do Tibete dentro da China,   ou extensão da área da autonomia para incluir partes das províncias chinesas vizinhas habitadas por tibetanos. 
O nível de apoio para o movimento na Região Autônoma do Tibete e em outras regiões tibetanas da China é difícil de ser avaliado.
Entre outras razões para a independência, os ativistas afirmam que o Tibete tem sido historicamente independente. No entanto, alguns contestam esta afirmação usando diferentes definições de "Tibete", "histórico" e "independência". Os ativistas também argumentam que os tibetanos são atualmente maltratados e negados a certos direitos humanos, embora o governo chinês conteste e afirme o progresso dos direitos humanos. Várias organizações com campanhas pela independência e direitos humanos sobrepostas têm procurado pressionar vários governos para apoiar a independência do Tibete ou tomar medidas punitivas contra a China por se opor a ela. 

## Ver Também
- História do Tibete
- Administração Central Tibetana
- Lista de reivindicações de soberania
- Movimento para a Independência do Turquestão Oriental

### Outras leituras
- Dowman, Keith (1988). The Power-Places of Central Tibet: The Pilgrim's Guide. Routledge & Kegan Paul. London, ISBN 0-7102-1370-0. New York, ISBN 0-14-019118-6.
- Dunham, Mikel (2004). Buddha's Warriors: The Story of the CIA-Backed Freedom Fighters, the Chinese Communist Invasion, and the Ultimate Fall of Tibet. Penguin Group, ISBN 1-58542-348-3.
- Goldstein, Melvyn C.; with the help of Gelek Rimpche. A History of Modern Tibet, 1913-1951: The Demise of the Lamaist State. Munshiram Manoharlal Publishers (1993), ISBN 81-215-0582-8. University of California (1991), ISBN 0-520-07590-0.
- Grunfield, Tom (1996). The Making of Modern Tibet. ISBN 1-56324-713-5.
- Norbu, Thubten Jigme; Turnbull, Colin (1968). Tibet: Its History, Religion and People. Reprint: Penguin Books (1987).
- Pachen, Ani; Donnely, Adelaide (2000). Sorrow Mountain: The Journey of a Tibetan Warrior Nun. Kodansha America, Inc. ISBN 1-56836-294-3.
- Powers, John (2000). The Free Tibet Movement: A Selective Narrative. Journal of Buddhist Ethics 7
- Samuel, Geoffrey (1993). Civilized Shamans: Buddhism in Tibetan Societies.  Smithsonian ISBN 1-56098-231-4.
- Schell, Orville (2000). Virtual Tibet: Searching for Shangri-La from the Himalayas to Hollywood. Henry Holt. ISBN 0-8050-4381-0.
- Stein, R. A. (1962). Tibetan Civilization. First published in French; English translation by J. E. Stapelton Driver. Reprint: Stanford University Press (with minor revisions from 1977 Faber & Faber edition), 1995. ISBN 0-8047-0806-1.
- Thurman, Robert (2002). Robert Thurman on Tibet. DVD. ASIN B00005Y722.
- Wilby, Sorrel (1988). Journey Across Tibet: A Young Woman's 1900-Mile Trek Across the Rooftop of the World. Contemporary Books. ISBN 0-8092-4608-2.
- Wilson, Brandon (2005). Yak Butter Blues: A Tibetan Trek of Faith. Pilgrim's Tales. ISBN 0977053660, ISBN 0977053679.